# Speicherstadt
De Speicherstadt in het Duitse Hamburg is een complex van pakhuizen, gebouwd tussen 1883 en 1927 op een reeks eilandjes in de rivierbedding van de Elbe. De opslagzone maakt deel uit van een ouder deel van de haven van Hamburg. De eerste magazijnen, gebouwd met baksteen op een fundering met heipalen, werden in 1888 in gebruik genomen.
Het complex is een onderdeel van het Hamburgse stadsdeel HafenCity in het district Hamburg-Mitte. Ze is van de Altstadt gescheiden door het water van het Zollkanal en ermee verbonden door acht bruggen.

## Geschiedenis
Om ruimte voor de pakhuizen in de vrijzone van de haven te creëren werd in 1883 de hele Hamburgse wijk Kehrwieder ontruimd. Daarbij moesten niet minder dan 20.000 inwoners geherlokaliseerd worden.
Het ontwerp van de pakhuizen is van architect Carl Johann Christian Zimmermann en hoofdingenieur Andreas Meyer. De paalfundering werd uitgevoerd met eiken palen. De neogotische bakstenen gebouwen kregen kleine torentjes en ornamenten in faience. Elk pakhuis had meerdere verdiepingen en toegangen vanop het water en vanop de kade. De site werd uitgebaat door de Freihafen-Lagerhaus-Gesellschaft (de voorloper van de Hamburger Hafen und Logistik AG (HHLA)).
Op een oppervlakte van 300.000 m² is het een van de grootste intacte historische gehelen van havenmagazijnen in de wereld. Het gebied heeft een totale lengte van 1,5 km. De site bestaat uit 15 grote magazijnblokken met zes aangrenzende gebouwen en een tussenliggend netwerk van korte kanalen. Tijdens de Tweede Wereldoorlog sneuvelde ongeveer 50% van de magazijnen door geallieerde bombardementen. De Speicherstadt werd gedeeltelijk herbouwd tussen 1949 en 1967.
In 1991 werd dit cultureel bouwkundig erfgoed in Duitsland beschermd onder de Denkmalschutz. Op 5 juli 2015 werd tijdens de 39e sessie van de Commissie voor het Werelderfgoed in haar vergadering te Bonn de Speicherstadt als onderdeel van de inschrijving Speicherstadt en het Kontorhausviertel met het Chilehaus uitgeroepen als UNESCO werelderfgoed en toegevoegd aan de werelderfgoedlijst.

## Trivia
- De Duitse televisieserie Peperbollen speelt zich af in Speicherstadt en is hier ook opgenomen.

Speicherstadt
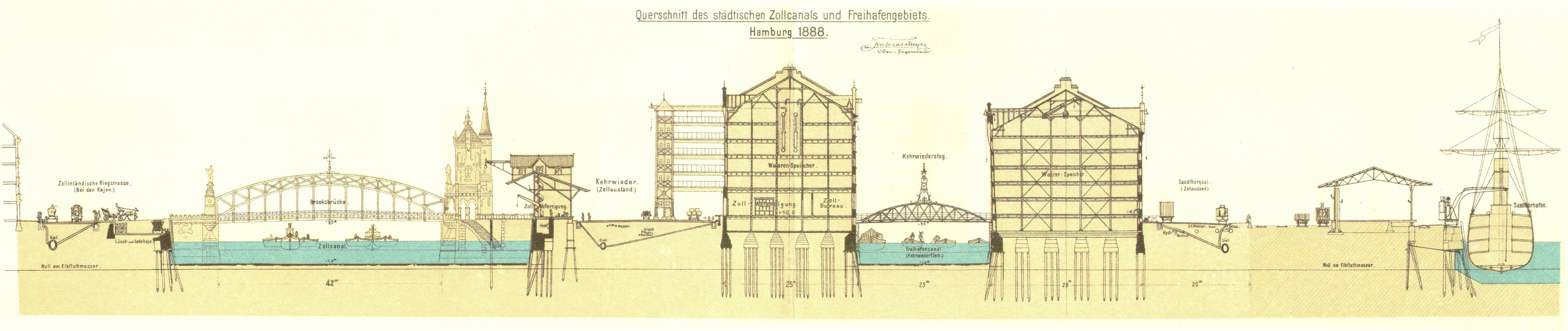
dwarsdoorsnede uit 1888 van de Speicherstadt

Historisch en huidig gebruik van de Speicherstadt
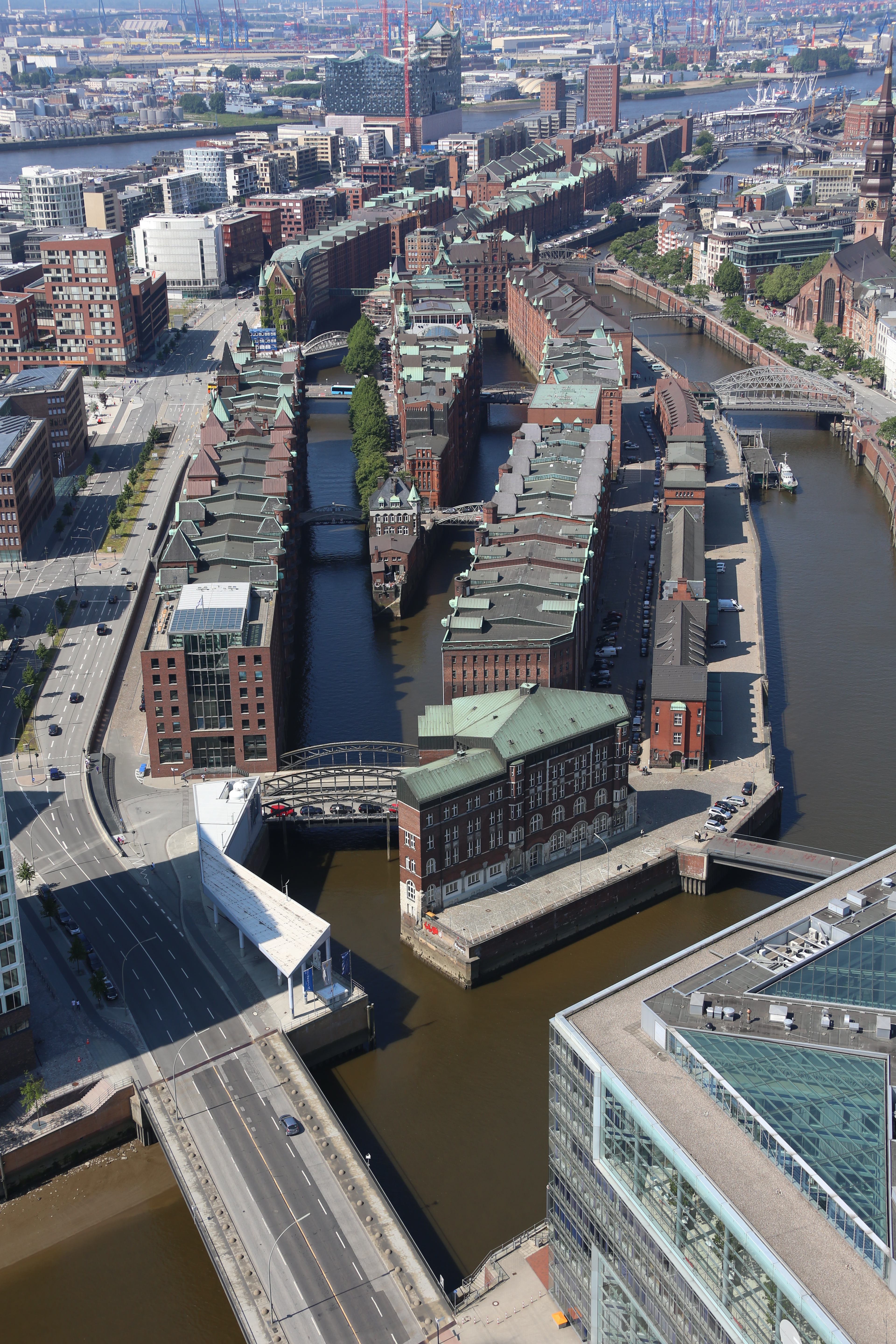
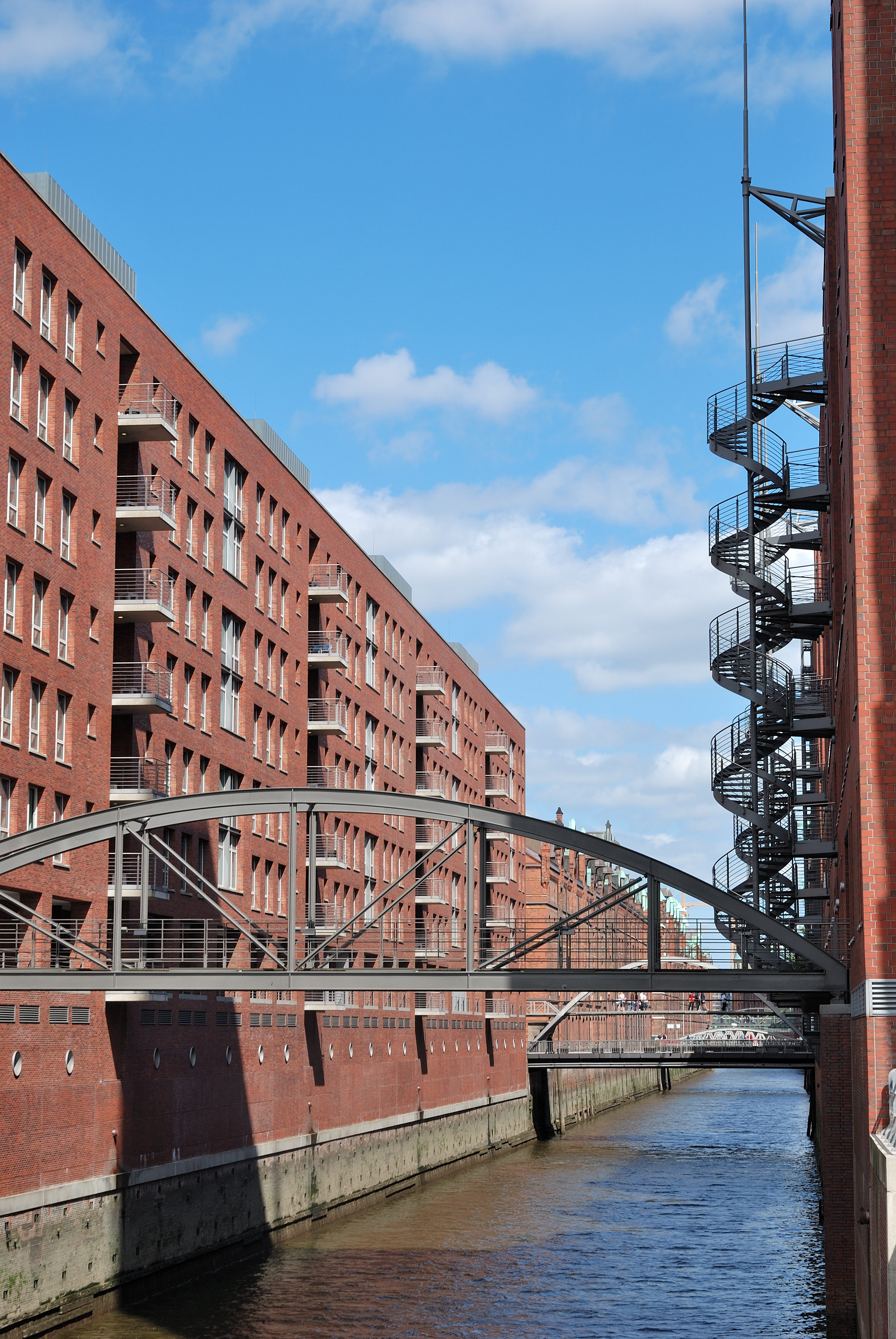
Kehrwiederfleet van Wilhelminenbrücke
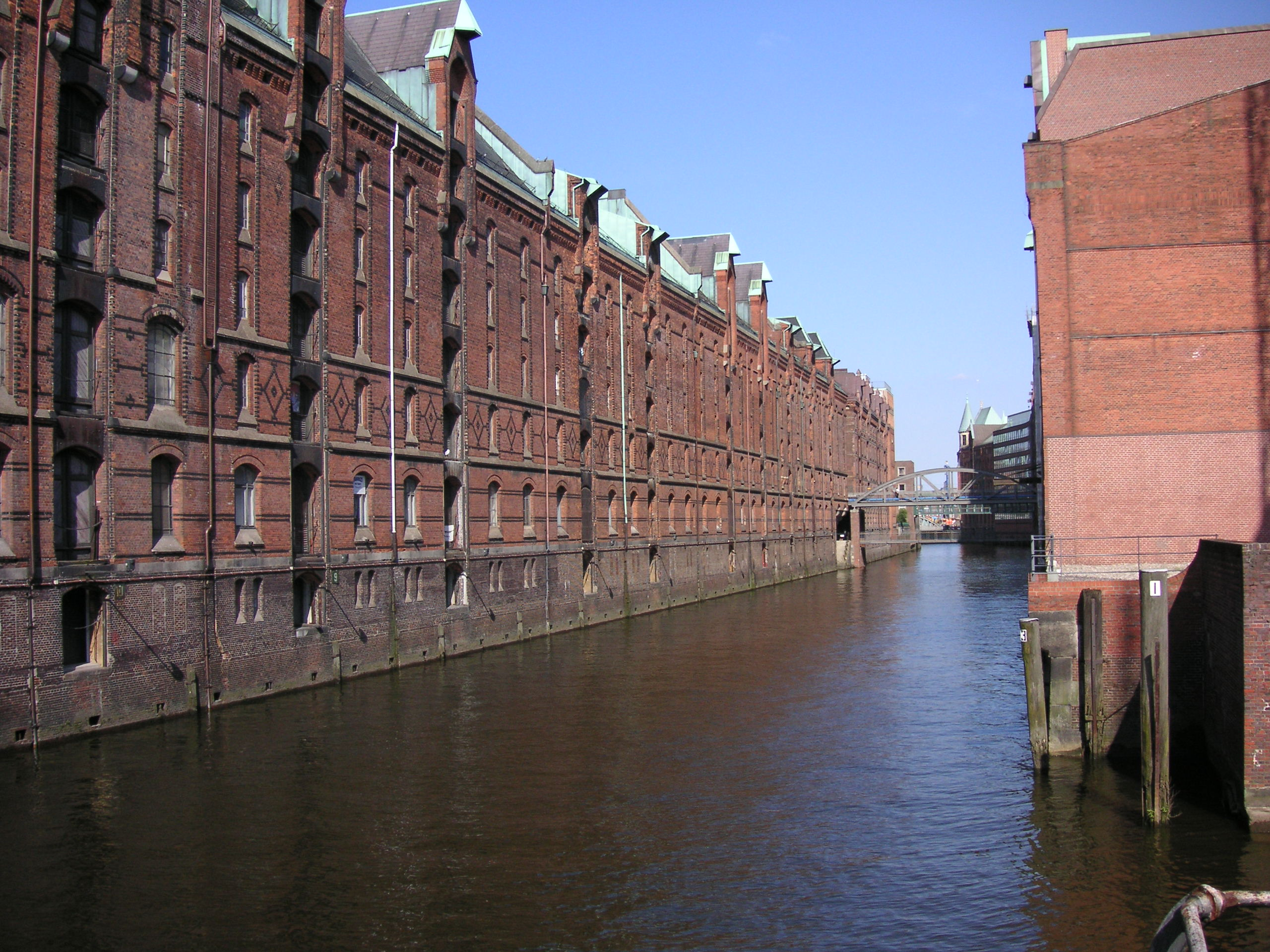
Brooksfleet van de Sandbrücke
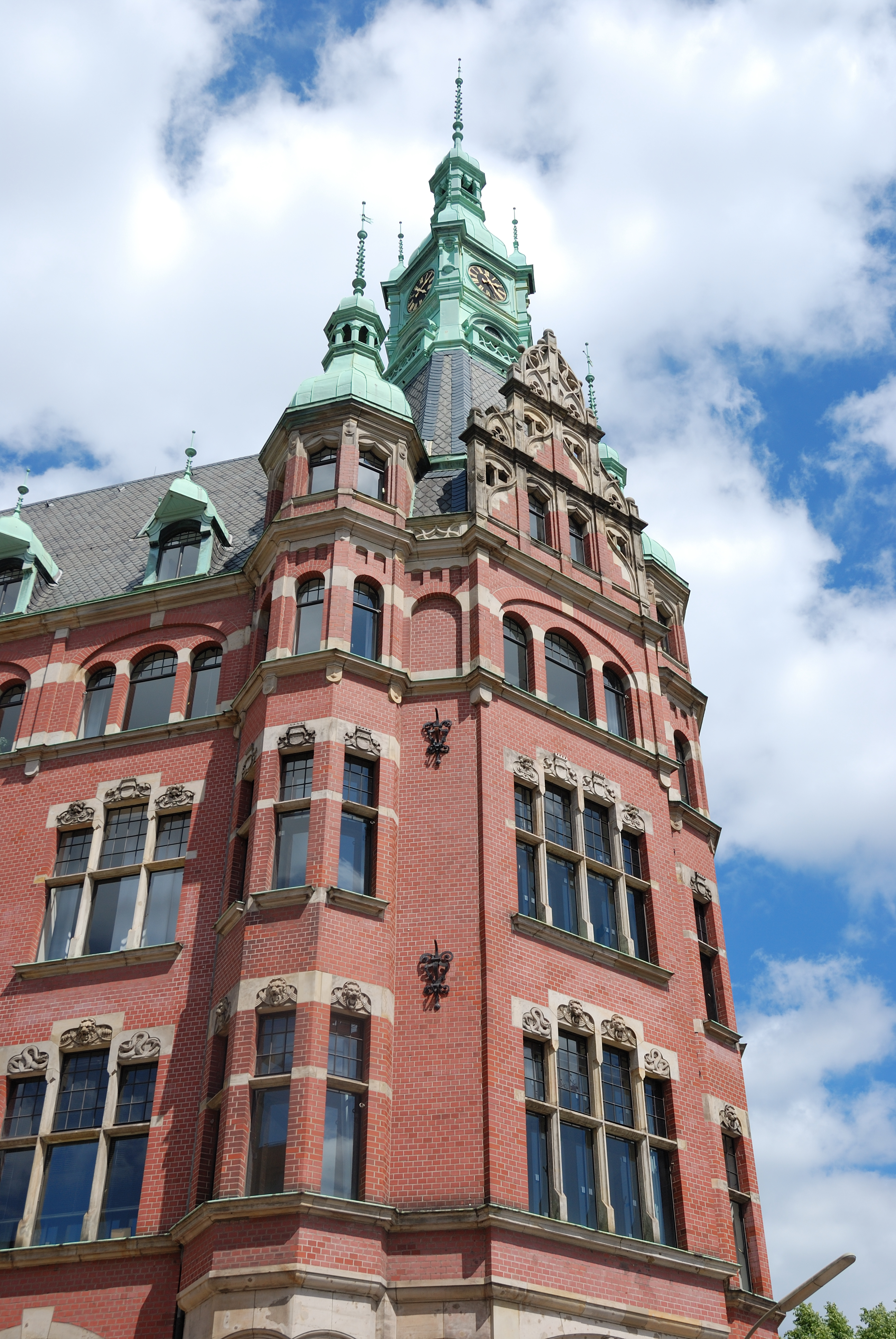
Hafen-rathaus, zetel van Hamburger Hafen und Logistik AG (HHLA)
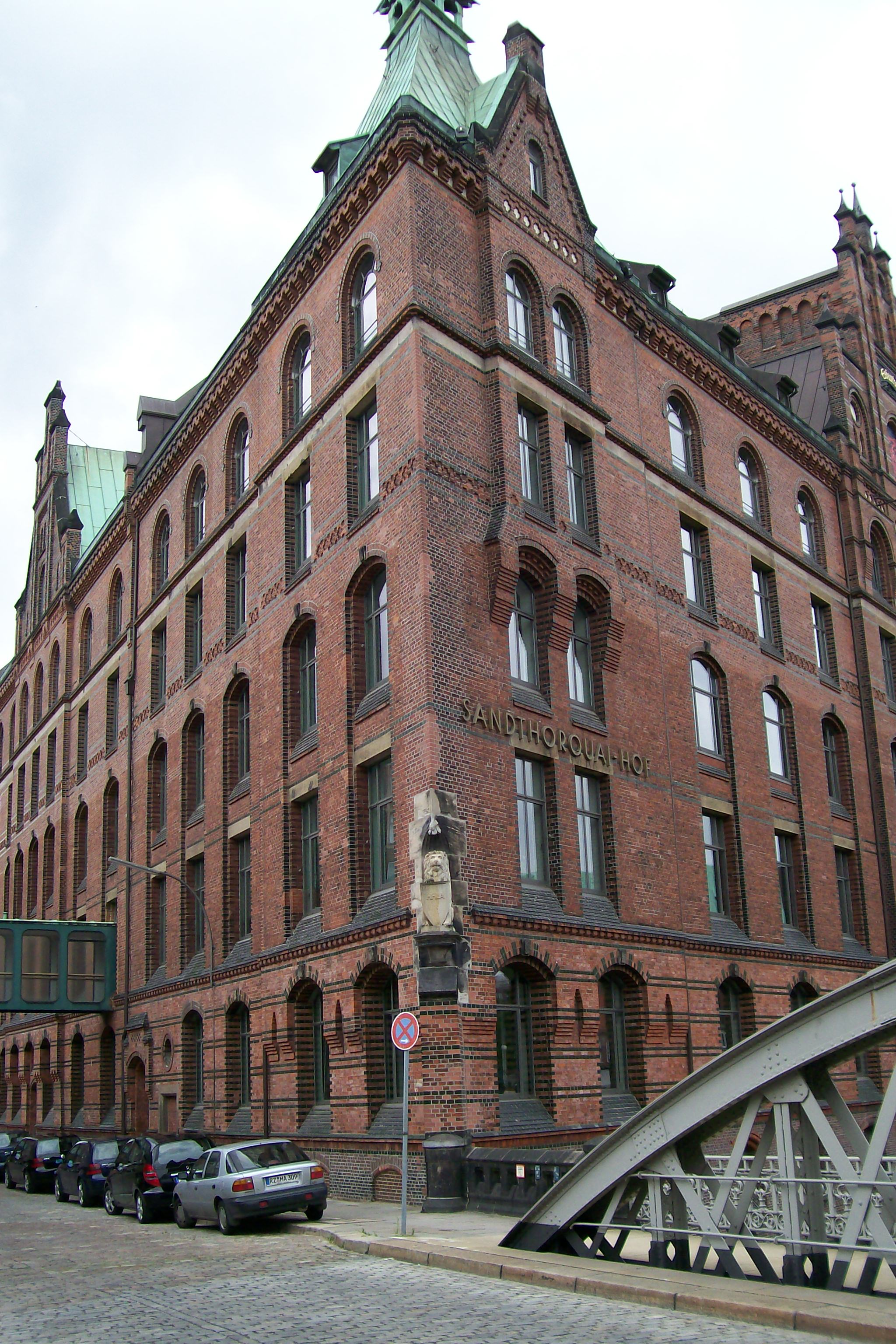
Sandthorquaihof
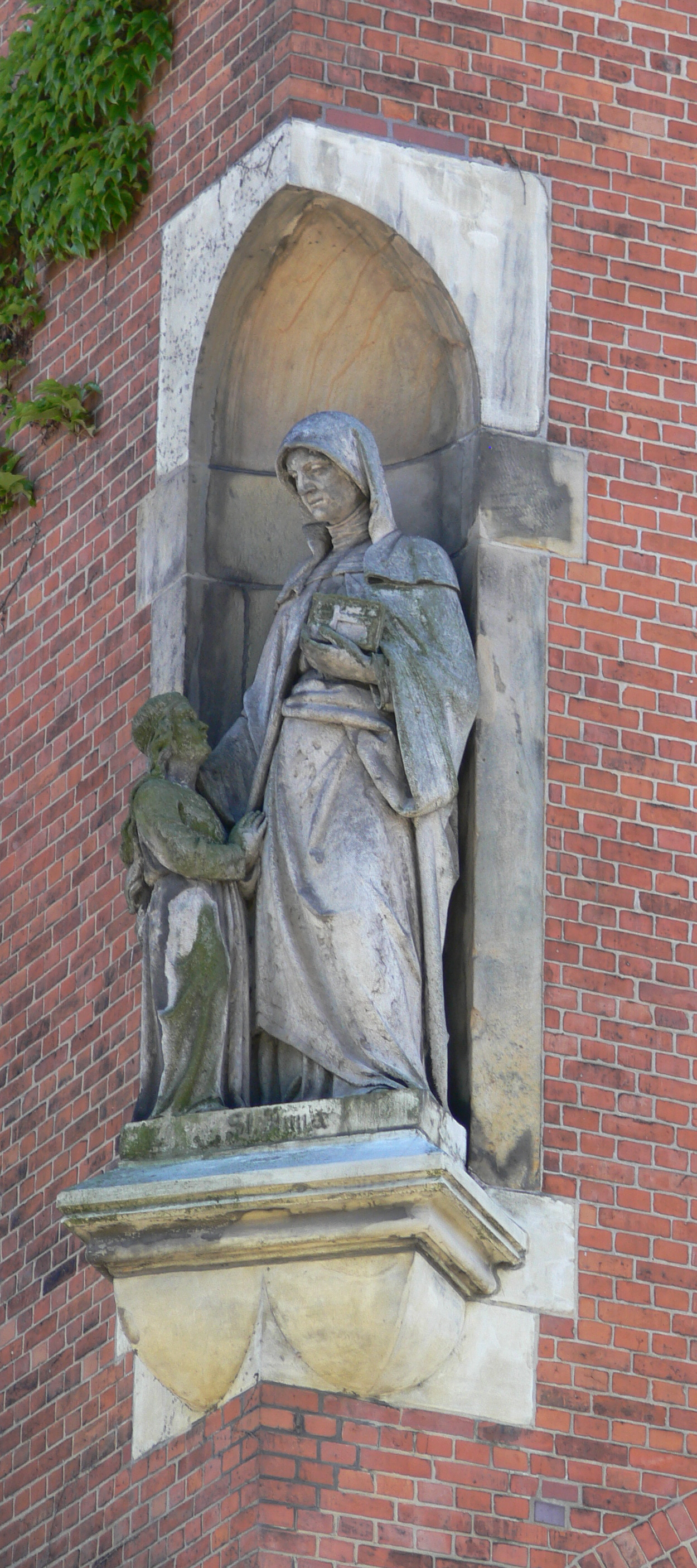
Beeld van St. Anna
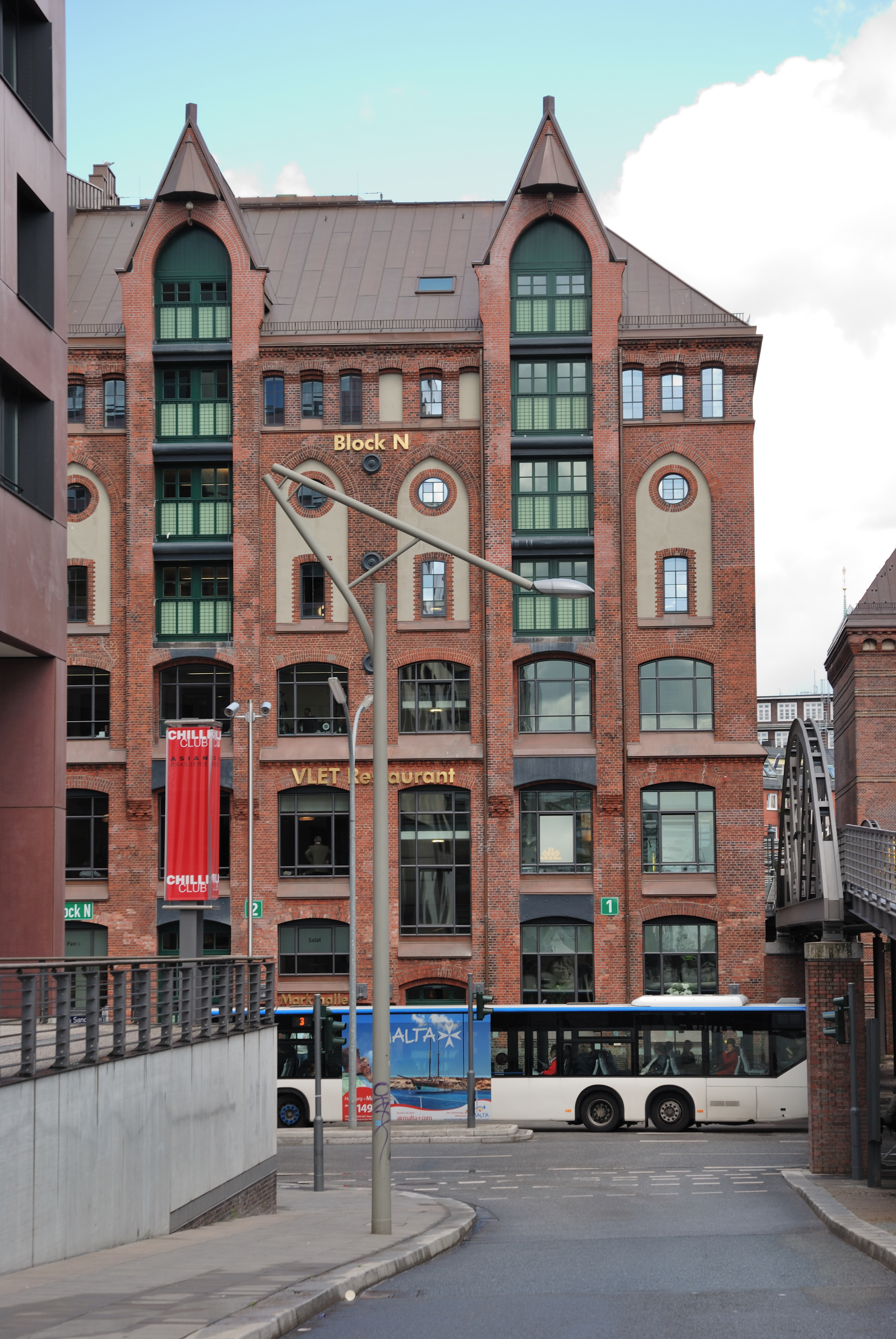
Blok N (aan de Sandtorkai)
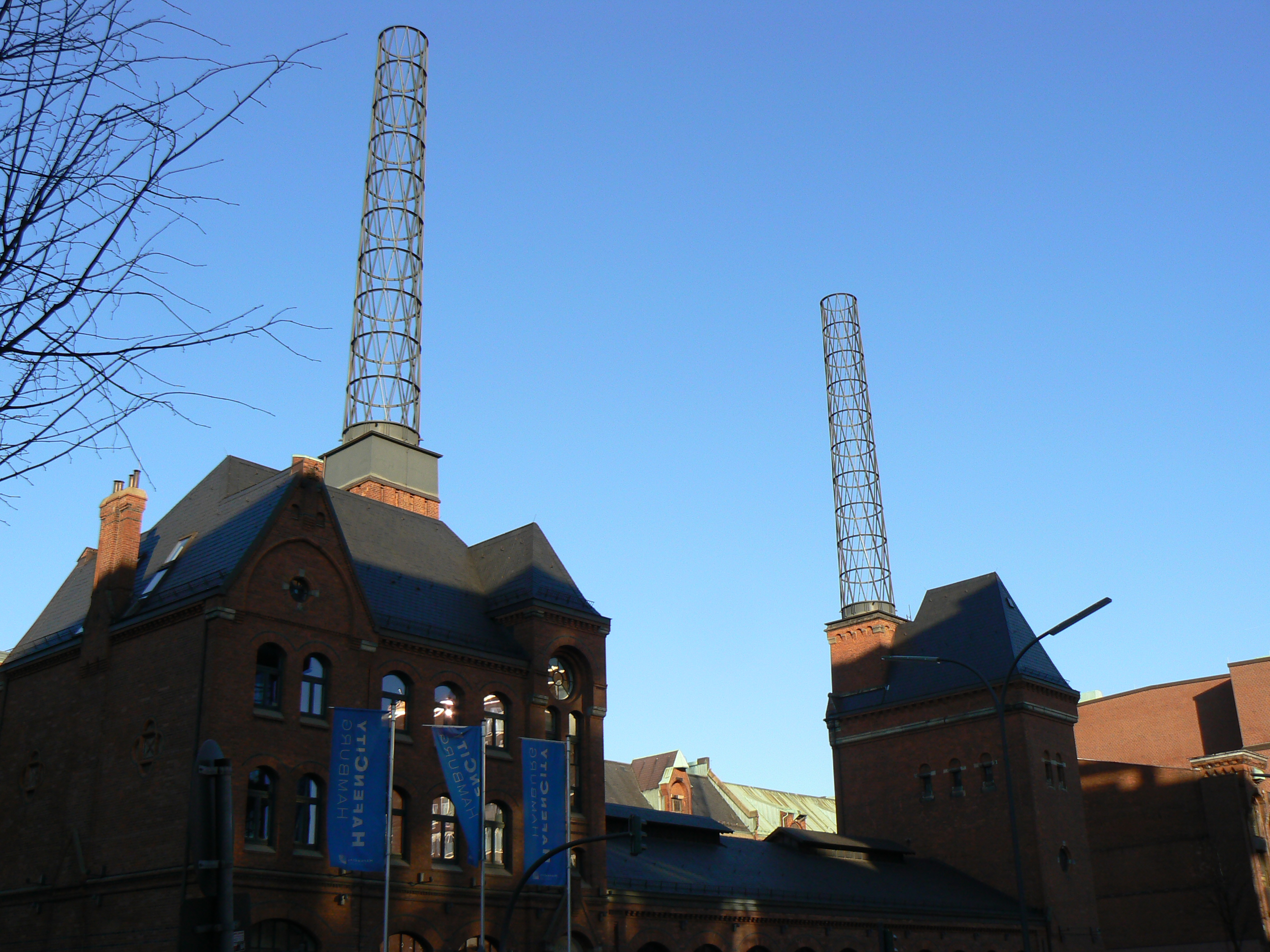
Oude centrales van de Speicherstadt
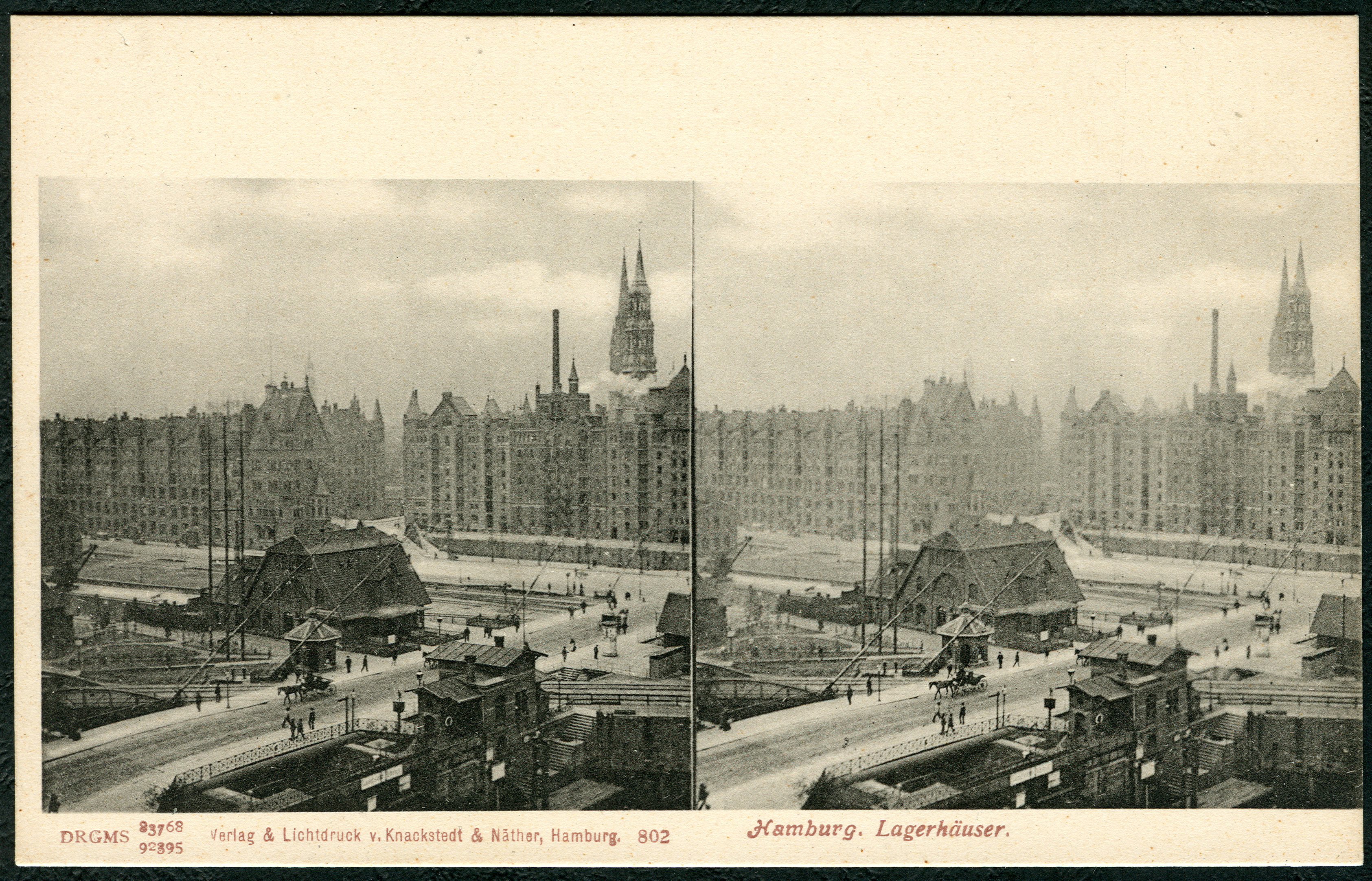
Speicherstadt in 1900
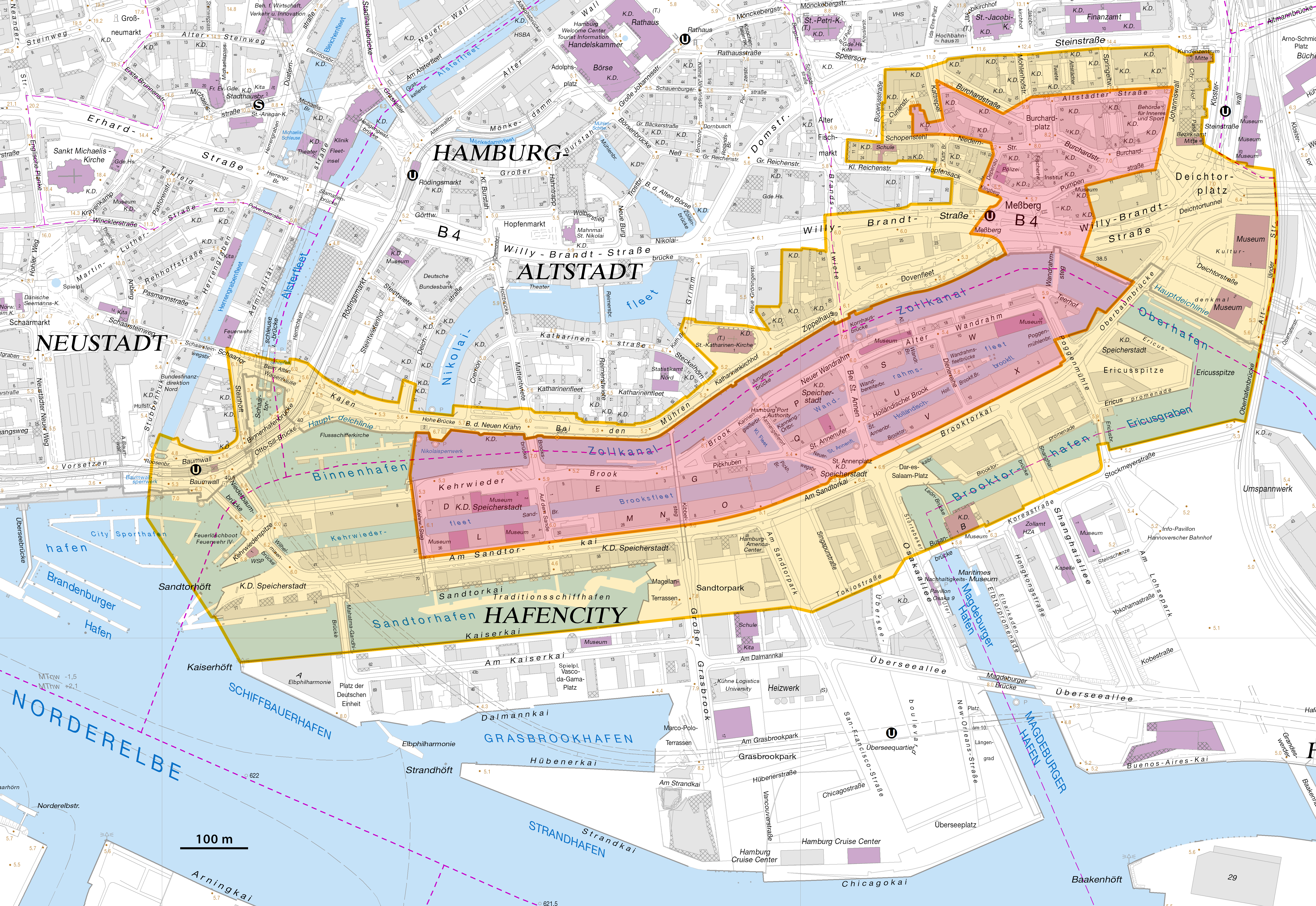
erkenning als werelderfgoed - rood is de beschermde zone, geel de bufferzone

Dom van Aken · Abdij en Altenmünster van Lorsch · Slot Augustusburg en slot Falkenlust in Brühl · Bamberg · Bauhaus en zijn sites in Weimar, Dessau en Bernau · Klassiek Weimar · Fagusfabriek · Rammelsbergmijnen en historische stad Goslar · Dom van Keulen · Hanzestad Lübeck · Luthergedenkplaatsen in Eisleben en Wittenberg · Abdij van Maulbronn · Groeve Messel · Fürst-Pückler-Park Bad Muskau · Kloostereiland Reichenau · Museuminsel in Berlijn · Parklandschap Dessau-Wörlitz · Stiftskerk, kasteel en historisch centrum van Quedlinburg · Bedevaartskerk van Wies · Historisch centrum van Regensburg met Stadtamhof · Romeinse monumenten, Dom en Onze-Lieve-Vrouwekerk in Trier · Oude en voorhistorische beukenbossen van de Karpaten en andere regio's van Europa · Paleizen en parken van Potsdam en Berlijn · Michaeliskirche en Dom van Hildesheim · Dom van Speyer · Historisch centrum van Stralsund en Wismar · Stadhuis en Rolandstandbeeld van Bremen · Grenzen van het Romeinse Rijk: Opper-Germaans-Raetische limes · Bovenloop van het Midden-Rijndal · IJzersmelterij van Völklingen · Kasteel Wartburg · Residentie van Würzburg · Kolenmijn en industriecomplex Zeche Zollverein in Essen · Modernistische woonwijken in Berlijn · Waddenzee · Prehistorische paalwoningen in de Alpen · Markgrafelijk Operahuis in Bayreuth · Bergpark Wilhelmshöhe · Karolingisch westwerk en Civitas Corvey · Speicherstadt en het Kontorhausviertel met het Chilehaus in Hamburg · Architecturaal werk van Le Corbusier (Weißenhofsiedlung) · Grotten en kunst uit de ijstijd in de Zwabische Jura · Archeologisch grenslandschap van Hedeby en de Danevirke · Dom van Naumburg ·  Mijnstreek Erzgebirge/Krušnohoří · Waterbeheersysteem van Augsburg · Historische kuuroorden van Europa (Bad Ems, Baden-Baden en Bad Kissingen) · Mathildenhöhe Darmstadt · Grenzen van het Romeinse Rijk - De Neder-Germaanse limes · ShUM-sites van Speyer, Worms en Mainz · Grenzen van het Romeinse Rijk - De Donaulimes (Westelijk gedeelte)  · Joods-middeleeuws erfgoed van Erfurt · Complex van de residentie van Schwerin · Moravische kerknederzettingen (Herrnhut)
- Gemeinsame Normdatei: 4113842-9
- Library of Congress Control Number: no2013092815
- Virtual International Authority File: 242128934
- WorldCat: E39PBJfmtFyGfdwk6fdCDVyw4q